# Салібаурі
Салібаурі (груз. სალიბაური) — село в Грузії.
За даними перепису населення 2014 року в селі проживає 1214 осіб.